# مارك روثكو
مارك روثكو (بالإنجليزية: Mark Rothko) (و. 1903 – 1970 م) هو رسام، وبروفيسور (أستاذ جامعي) من الولايات المتحدة الأمريكية ولد في داوغافبيلس. انضمت إحدى لوحاته إلى قائمة أغلى 20 لوحة زيتية في العالم، والتي بيعت بمبلغ 75,1 مليون دولار

## التعليم
تعلم في جامعة ييل (–1921).

## روابط خارجية
- مارك روثكو على موقع الموسوعة البريطانية (الإنجليزية)
- مارك روثكو على موقع مونزينجر (الألمانية)
- مارك روثكو على موقع ميوزك برينز (الإنجليزية)
- مارك روثكو على موقع إن إن دي بي (الإنجليزية)
- مارك روثكو على موقع ديسكوغز (الإنجليزية)